# Adelges podocarpi
Adelges podocarpi är en insektsart som först beskrevs av Shinji 1922.  Adelges podocarpi ingår i släktet Adelges och familjen barrlöss. Inga underarter finns listade i Catalogue of Life.